# Creu de Coll Roig
La Creu de Coll Roig, o Creu de l'Avançada, és una obra de Corbera de Llobregat (Baix Llobregat) inclosa a l'Inventari del Patrimoni Arquitectònic de Catalunya.

## Descripció
Creu de terme de ferro forjat cabuixonada i clavada al centre d'una pedra de moldre guix de grans dimensions. Està situada al cim del Coll Roig, a la cota més alta del serral de Corbera, anomenat també l'Avançada.

## Història
Es desconeix la data de la seva dedicació, que podria remuntar-se al de l'ampliació de l'església primitiva de Corbera (s. XVIII). Des de molt antic que es feia la benedicció del terme en la diada de la creu, el 3 de maig. Actualment. però, aquesta tradició s'ha perdut, degut a l'apropiació del camí ral que comunicava des de l'església parroquial amb el que és avui el passeig de Bellavista. La creu actual és de 1989 i substitueix l'antiga. A l'indret també hi ha una placa commemorativa col·locada per l'Ajuntament, de data 11/09/2003.